# 雷允上诵芬堂药铺
雷允上诵芬堂药铺，位于江苏省苏州市姑苏区西中市134号。是中华老字号雷允上的老药铺之一，为苏州市文物保护单位。

## 历史
雷允上，为清雍正十二年（1734年）由南昌人雷大升（字允上）创立于苏州阊门内天库前的中药铺，最初堂号即为“诵芬堂”:11，雷允上本人坐堂问诊开方。因雷氏医术高明，且药材用料考究、制作精细，颇为灵验，在民间享有声望:13。雷允上去世后，其后代继承家业。咸丰十年（1860年），太平天国军入苏，雷允上诵芬堂毁于战火，雷氏后人逃难至上海，并在上海开出诵芬堂药铺经营。同治三年（1864年），部分雷氏后人返回苏州，在阊门内重开雷允上诵芬堂，形成苏沪两地同业，苏州为总号，上海为支号的状态:10-12。
现雷允上诵芬堂药铺为三层民国石库门式建筑，分前后两楼，占地170平方米，建成于1935年。正门上有阳刻“雷允上”三字，为书法家唐驼之笔:106。1957年，雷氏后人雷南荫将药铺捐献给国家，1958年，以药铺为基础组建苏州雷允上制药厂。1965年诵芬堂被并入雷允上国药店，至1993年恢复诵芬堂营业:14。